# 1638 au théâtre
| Années du théâtre : 1635 - 1636 - 1637 - 1638 - 1639 - 1640 - 1641    |
| Décennies du théâtre : 1600 - 1610 - 1620 - 1630 - 1640 - 1650 - 1660 |

## Événements

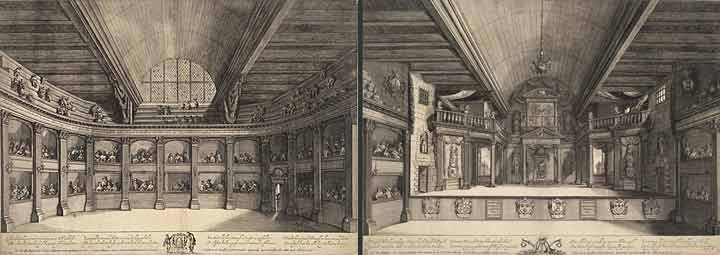
Intérieur du théâtre de Van Campen à Amsterdam, gravure de Salomon Savery, 1658.

- 3 janvier : inauguration officielle du Théâtre de Van Campen à Amsterdam, avec la représentation de Gisbrecht van Aemstel, tragédie de Joost van den Vondel[1].
- L'acteur français Floridor débute au Théâtre du Marais à Paris[2].

## Pièces de théâtre publiées
- L'Aveugle de Smyrne. Tragi-comédie. Par les cinq auteurs, Paris, Augustin Courbé (Lire en ligne) : pièce écrite en collaboration par la société dite « des Cinq Auteurs » réunie par le cardinal de Richelieu en 1635, constituée de François Le Métel de Boisrobert, Pierre Corneille, Claude de L'Estoile, Jean de Rotrou et Guillaume Colletet.
- Urbain Chevreau : 
  - La suitte et le mariage du Cid , tragi-comédie, Paris, Toussaint Quinet (Lire en ligne).
  - Coriolan, tragédie, Paris, Augustin Courbé (Lire en ligne).
- James Shirley, The Royall Master : a comedy, Londres, Cotes[3].
- Jean de Rotrou : 
  - Antigone, tragédie, Paris, Antoine de Sommaville.
  - Les Sosies, comédie, Paris, Antoine de Sommaville (Lire en ligne).
- Georges de Scudéry, L’Amant libéral, tragi-comédie, Paris, Augustin Courbé (Lire en ligne).
- John Suckling, Aglaura, tragi-comédie, préface de Richard Brome, Londres, John Haviland pour Thomas Walkley[4].

## Pièces de théâtre représentées
- 17 novembre : The Goblins, comédie de John Suckling, par la troupe des King's Men, Blackfriars Theatre, Londres[5].

## Naissances
- 10 février : Guillaume Marcoureau, dit Brécourt, acteur et auteur dramatique français, mort à Paris le 28 mars 1685.
- 6 octobre : Edme Boursault, dramaturge français, mort le 15 septembre 1701.
- décembre : Jean Donneau de Visé, homme de lettres français, dramaturge, polémiste, critique littéraire, mort le 8 juillet 1710.
- Date précise non connue :
  - Nicolas de Péchantré, un poète et auteur dramatique français, mort en décembre 1708.

## Décès
- 25 juin : Juan Pérez de Montalván, prêtre, écrivain et dramaturge espagnol, né en 1602.
- Vers 1638 : 
  - Christopher Beeston, acteur anglais, directeur de troupes de comédiens et propriétaire de théâtre, né vers 1580.